# Chaetodon citrinellus
Espèce
Statut de conservation UICN

 LC  : Préoccupation mineure
Le Poisson-papillon citron (Chaetodon citrinellus) est une espèce de poissons marins appartenant à la famille des Chaetodontidés.
Il peut mesurer près de 20 cm. 
Il vit entre 5 et 20 m de profondeur, en couple ou en bancs, et est facile à voir et à approcher.